# Bernd Stevens
Bernd Karl Stevens, früher Bernd Karl Steinitz, (* 20. November 1920 in München) ist ein ehemaliger Offizier des US-amerikanischen Nachrichtendienstes Office of Strategic Services (OSS) und deutscher Skiläufer.

## Leben
Seit Bernd Steinitz fünf Jahre alt war, fuhr er Ski. 1935, im Alter von 16 Jahren, qualifizierte er sich als Ersatzmann für die Teilnahme an den Olympischen Spielen 1936 in Garmisch-Partenkirchen. Weil er jedoch jüdischer Abstammung war, wurde er nicht in die Nationalmannschaft aufgenommen. 1938, nach den Novemberpogromen, gelang ihm mit falschen Papieren über Österreich, Italien und Nordafrika die Ausreise in die Vereinigten Staaten. Dort trat er in die United States Army ein, um, so seine Aussage „save whatever Jews could still be saved“. Sein Vater und sein Bruder wurden im Holocaust ermordet. Er wurde Angehöriger des Office of Strategic Services, einer Vorgängerin der CIA, und als Fallschirmspringer ausgebildet. 
Stevens gehörte beim OSS zu einer Gruppe von Freunden, die die „Jewish Five“ genannt wurden. Dazu gehörten der US-Amerikaner und gebürtige Deutsche Frederick Mayer, der Ungar George Gerbner, der Deutsche Alfred Rosenthal und der Niederländer Hans Wynberg. Am 16. April 1945 sprang er im Rahmen der „Dillon mission“ in Österreich gemeinsam mit einem weiteren Mann hinter den feindlichen Linien bei Klagenfurt ab, wurde aber wenig später von der Gestapo verhaftet. Bei Anrücken der alliierten Truppen wurde er freigelassen. Anschließend verhandelte er unter dem Pseudonym Lieutenant Peter Hartley mit dem dortigen Gauleiter die Kapitulation der Wehrmacht in Oberkärnten.
1946 heiratete Stevens in New York Rose Dollinger.  Seinen Namen änderte er später in Bernd (K.) Stevens. Nachdem er aus der Armee entlassen war, machte er eine Ausbildung zum Wirtschaftsprüfer und ließ sich in Los Angeles nieder, wo er zahlreiche Kontakte zur Filmindustrie hatte. Er gründete ein eigenes Unternehmen, gemeinsam mit einem Freund, der auch aus Deutschland vor dem Holocaust geflohen war. Sein Traum – ein Film über sein Leben – wurde nie verwirklicht; die parallel laufende Operation Greenup von Mayer, Wynberg und dem österreichischen Überläufer Franz Weber dienten allerdings als Vorbild für den Film Inglourious Basterds. Stevens schrieb zudem seine Memoiren mit dem Titel The Silver Circle, die aber bisher nicht veröffentlicht wurden. Seine Dokumente und Memorabilia überließ Stevens dem Los Angeles Museum of the Holocaust. Bis zum Alter von 74 Jahren nahm er an Skilauf-Wettbewerben teil, und er arbeitete, bis er 81 war. Stevens lebt weiterhin in Kalifornien (Stand 2014).